# Juan Pereda Gudiel
Juan Pereda Gudiel (Pliego (Murcia) 27 de mayo de 1578 - 25 de mayo de 1632), clérigo español que llegó a ser obispo de Oviedo.
El 9 de agosto de 1627 fue promovido para el cargo de obispo de Oviedo y siendo nombrado el 14 de noviembre de 1627. Se mantuvo en el cargo hasta su fallecimiento el 25 de mayo de 1632.
| Predecesor: Juan Torres de Osorio | Obispo de Oviedo 1627–1632 | Sucesor: Martín Carrillo Alderete |

- Datos: Q9015886